# Kopiec Józefa Piłsudskiego w Krakowie

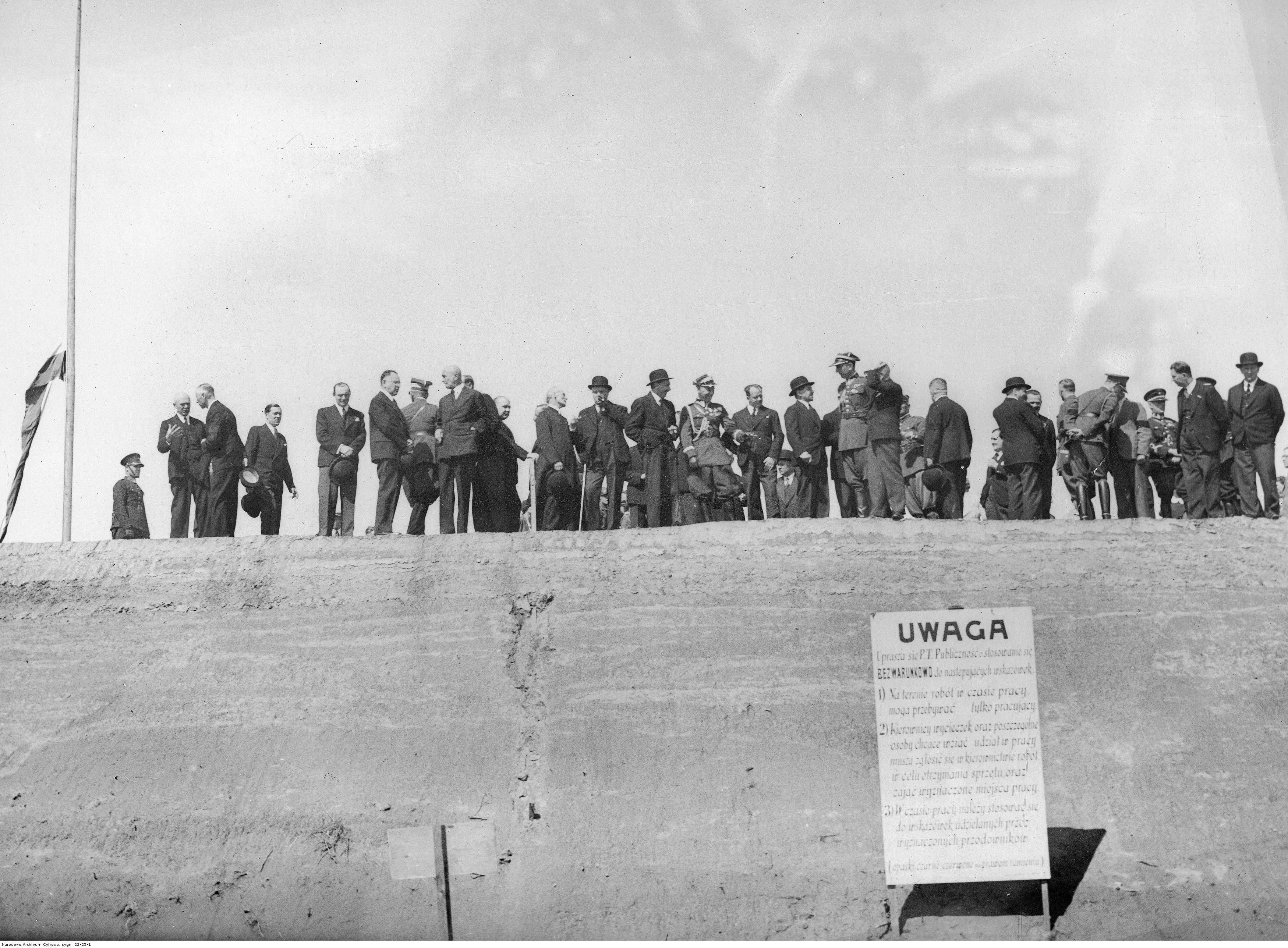
Budowa kopca Józefa Piłsudskiego w Krakowie w 1935 roku

Kopiec Józefa Piłsudskiego (Kopiec Niepodległości, Kopiec Wolności, Sowiniec, Kopiec na Sowińcu, Mogiła Mogił) – najwyższy z pięciu istniejących w Krakowie kopców, usypany na szczycie Sowińca (najwyższego wzniesienia Pasma Sowińca) znajdującego się w Lesie Wolskim, w zachodniej części Krakowa, na terenie dzielnicy Zwierzyniec; największy kopiec w Polsce.

## Historia
Pomysłodawcą powstania kopca był por. Franciszek Supergan. W 1934 Związek Legionistów Polskich zatwierdził pomysł usypania kopca-pomnika walki narodu o niepodległość. W Warszawie powstał Komitet Budowy Kopca na czele którego stanął płk Walery Sławek. Kopiec rozpoczęto sypać 6 sierpnia 1934 r. w dwudziestą rocznicę wymarszu z Krakowa I kompanii kadrowej Legionów. Autorem projektu był Franciszek Mączyński, a kierownikami robót byli inż. Stanisław Kuźmiński, a później inż. Kacper Marchewka.
Po śmierci marszałka Józefa Piłsudskiego postanowiono kopiec nazwać jego imieniem. Sypanie zakończono 9 lipca 1937 r. W kopcu złożono ziemię z wszystkich pól bitewnych I wojny światowej, na których walczyli Polacy, w tym ze szczytu Krzemieniuchy. 
Zaplanowany w ramach XIV zjazdu ogólnego ZLP w Krakowie w sierpniu 1937 marsz legionistów na Sowiniec nie doszedł do skutku z powodu otwartego wystąpienia zebranych przeciwko współpracy Obozu Zjednoczenia Narodowego, kierowanego przez komendanta głównego ZLP Adama Koca, z nielegalnymi postendeckimi organizacjami o charakterze faszystowskim (RNR Falanga i ONR ABC).
5 kwietnia 1938 na kopcu Józefa Piłsudskiego w Krakowie złożono ziemię z wyspy Graciosa, gdzie zginął mjr pilot Ludwik Idzikowski (do Polski przesłał ją tamtejszy gubernator w urnie, wykonanej z cylindra od silnika lotniczego, którą przekazano do Muzeum przy kopcu).
16 kwietnia 1941 generalny gubernator Hans Frank zlecił nowo mianowanemu okupacyjnemu staroście krakowskiemu Rudolfowi Pavlu usunięcie kopca, co jednak nie nastąpiło.
Po II wojnie światowej władze starały się, aby kopiec wymazać z pejzażu miasta i ze świadomości krakowian. W 1953 r. przy użyciu czołgu usunięto ze szczytu kopca granitową płytę z wyrytym na niej Krzyżem Legionowym. Zniszczono wówczas cały stok kopca.
Nad kopcem czuwa Komitet Opieki nad Kopcem Józefa Piłsudskiego powstały w czerwcu 1980 r. W 1981 r. ruszyła akcja odnowy kopca. U jego podnóża spoczęła ziemia z pobojowisk II wojny światowej. Kopiec zaczęto nazywać Mogiłą Mogił.
W wyniku ulewnych deszczów w latach 1996 i 1997 65% zboczy kopca uległo procesowi podmycia (erozji) i zniszczenia. Remont kopca trwał 5 lat. W 2010 r. w wyniku intensywnych opadów 50-70 m² zbocza uległo zniszczeniu.
Wokół kopca znajduje się największa polana Lasu Wolskiego – Polana na Sowińcu z ławkami, wiatami, boiskiem i placem zabaw dla dzieci.

## Galeria

### Kopiec i okolica

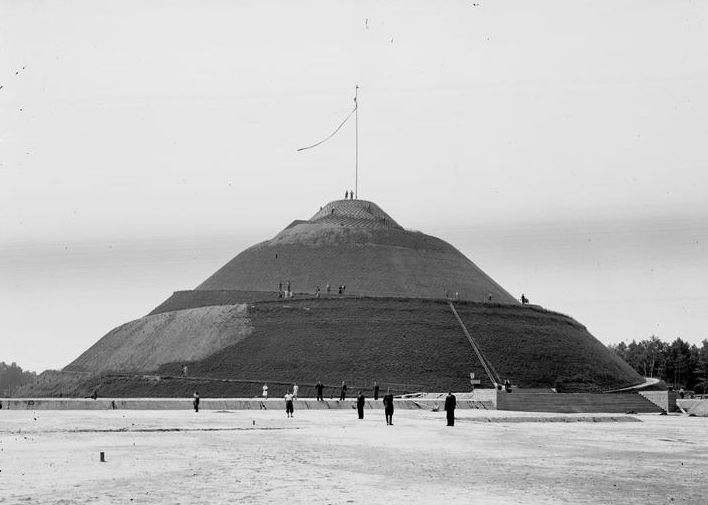
Widok na kopiec, 1938
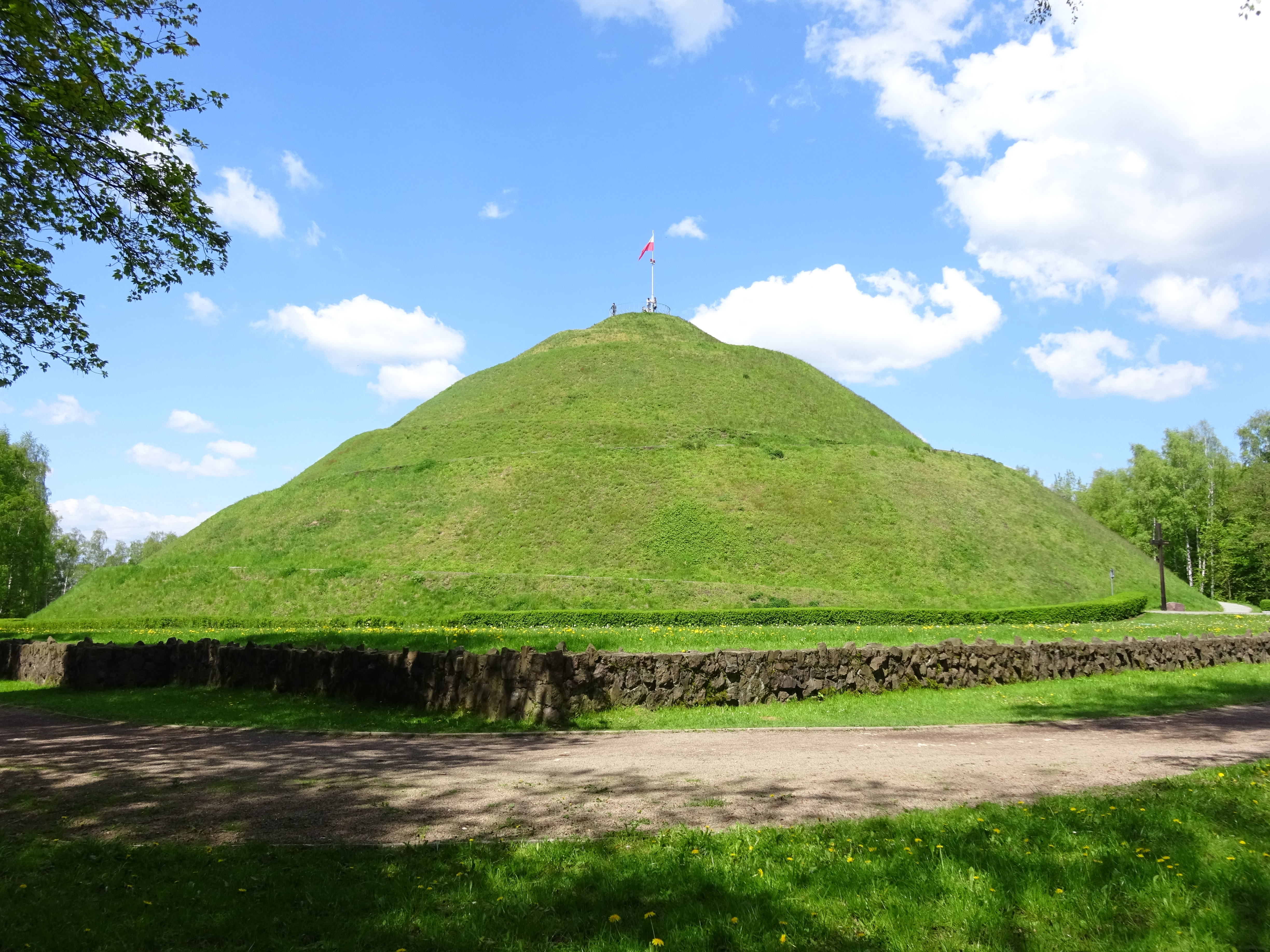
Widok na kopiec od wschodu
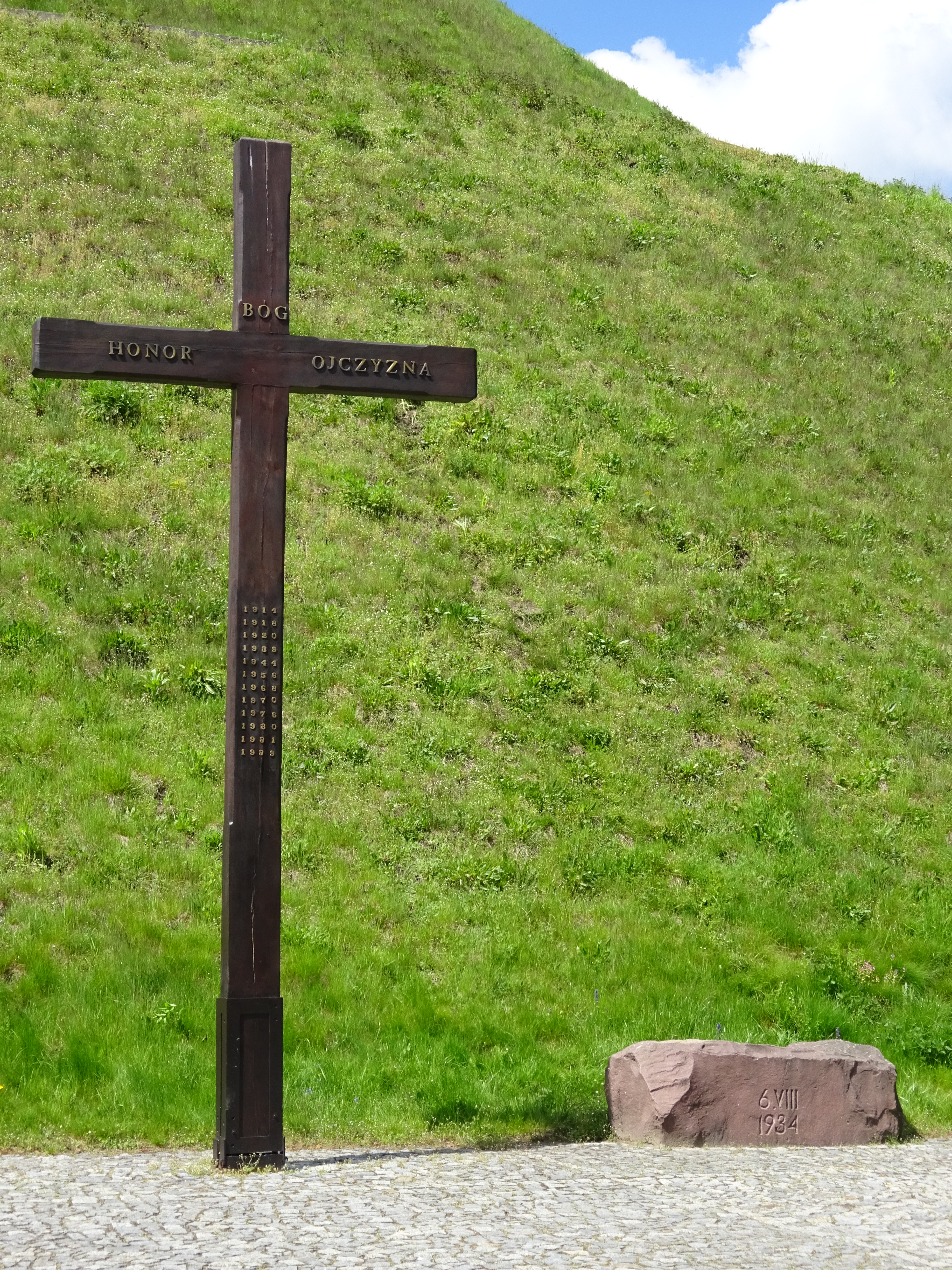
Głaz narzutowy, ustawiony na pamiątkę 20 rocznicy wymarszu I Kadrowej i krzyż, przy wejściu na kopiec
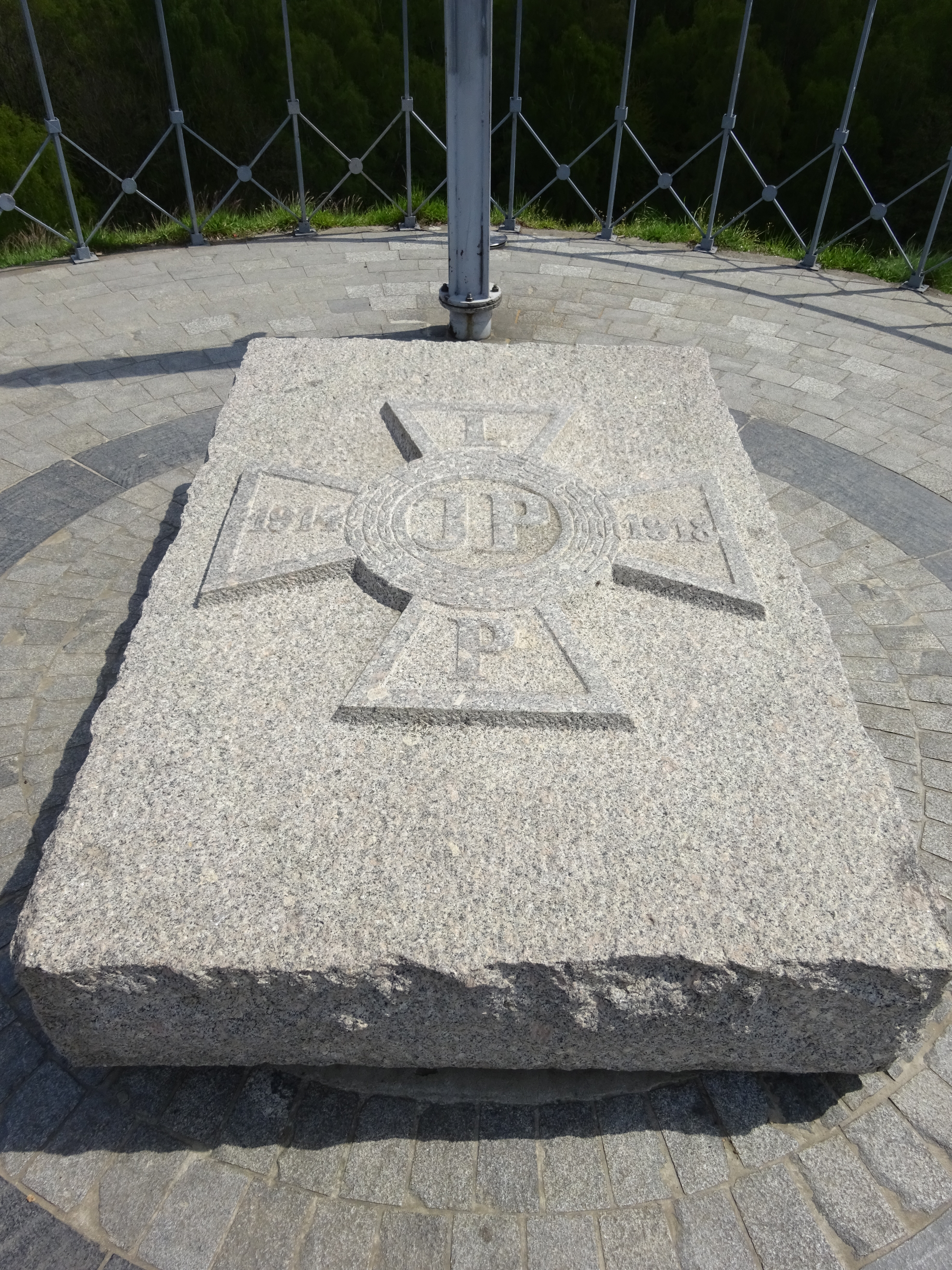
Płyta z Krzyżem Legionowym znajdująca się na szczycie kopca
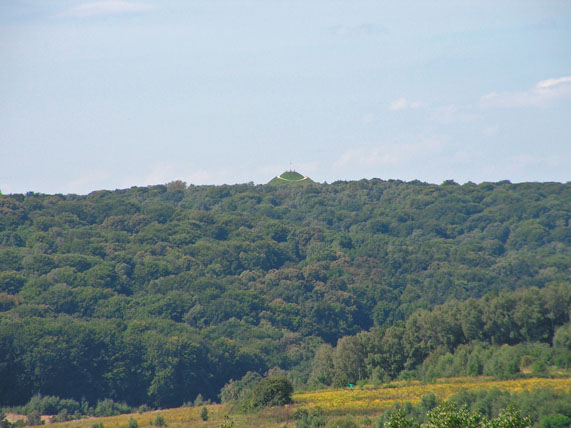
Kopiec Piłsudskiego widziany z Kopca Kościuszki
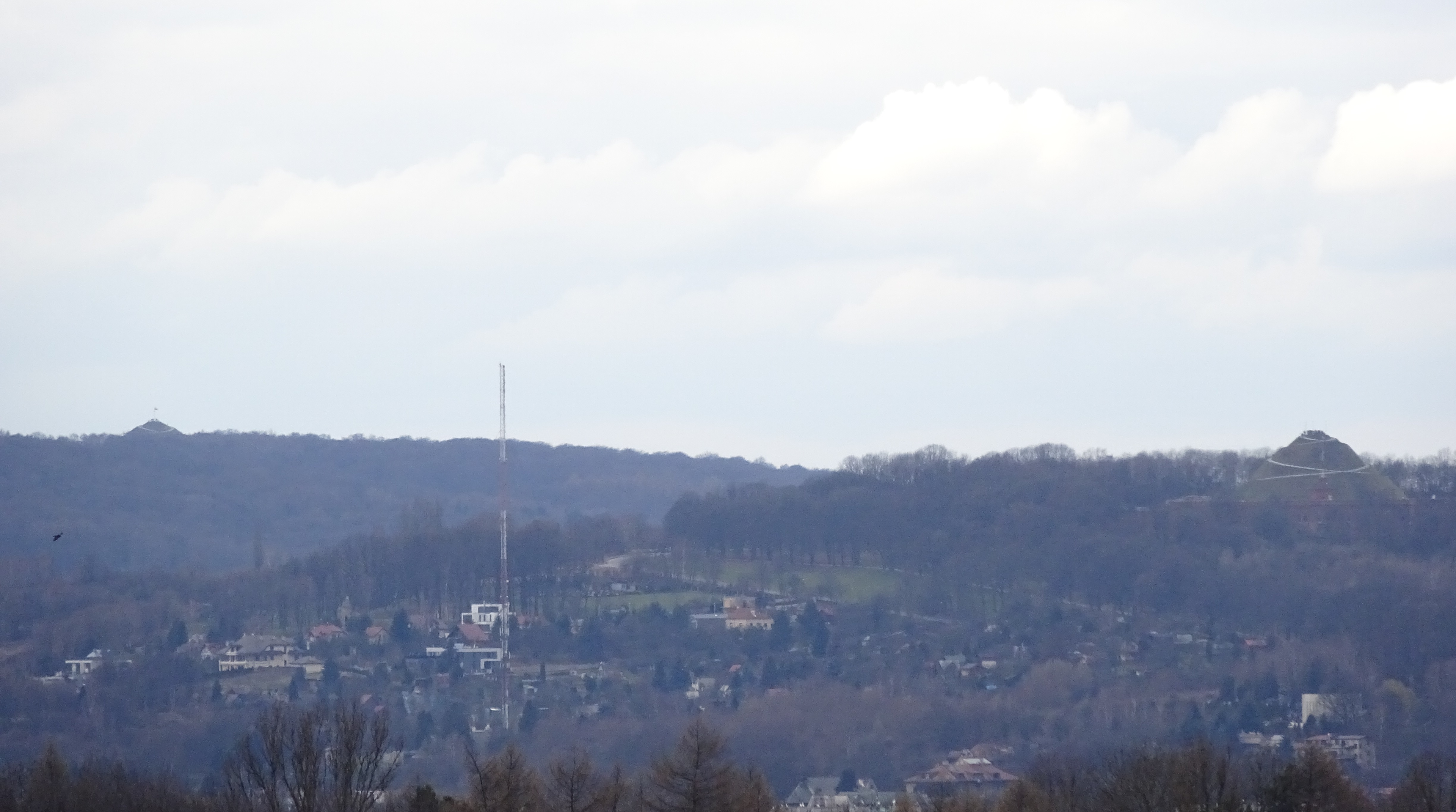
Kopiec Piłsudskiego (po lewej) i Kopiec Kościuszki widziane z Kopca Kraka
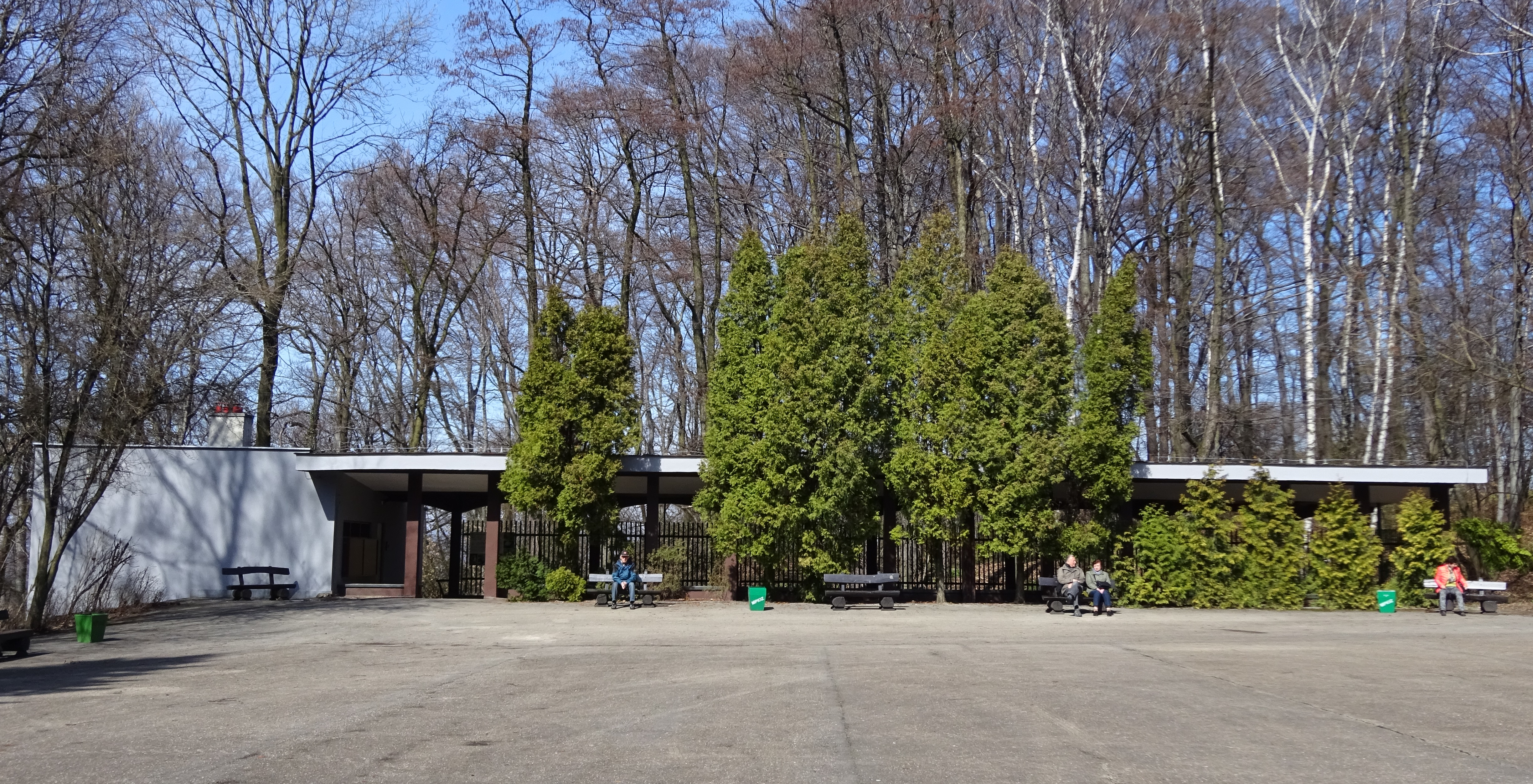
Na wpół opustoszały pawilon wystawowy koło Kopca Piłsudskiego

### Panorama z kopca

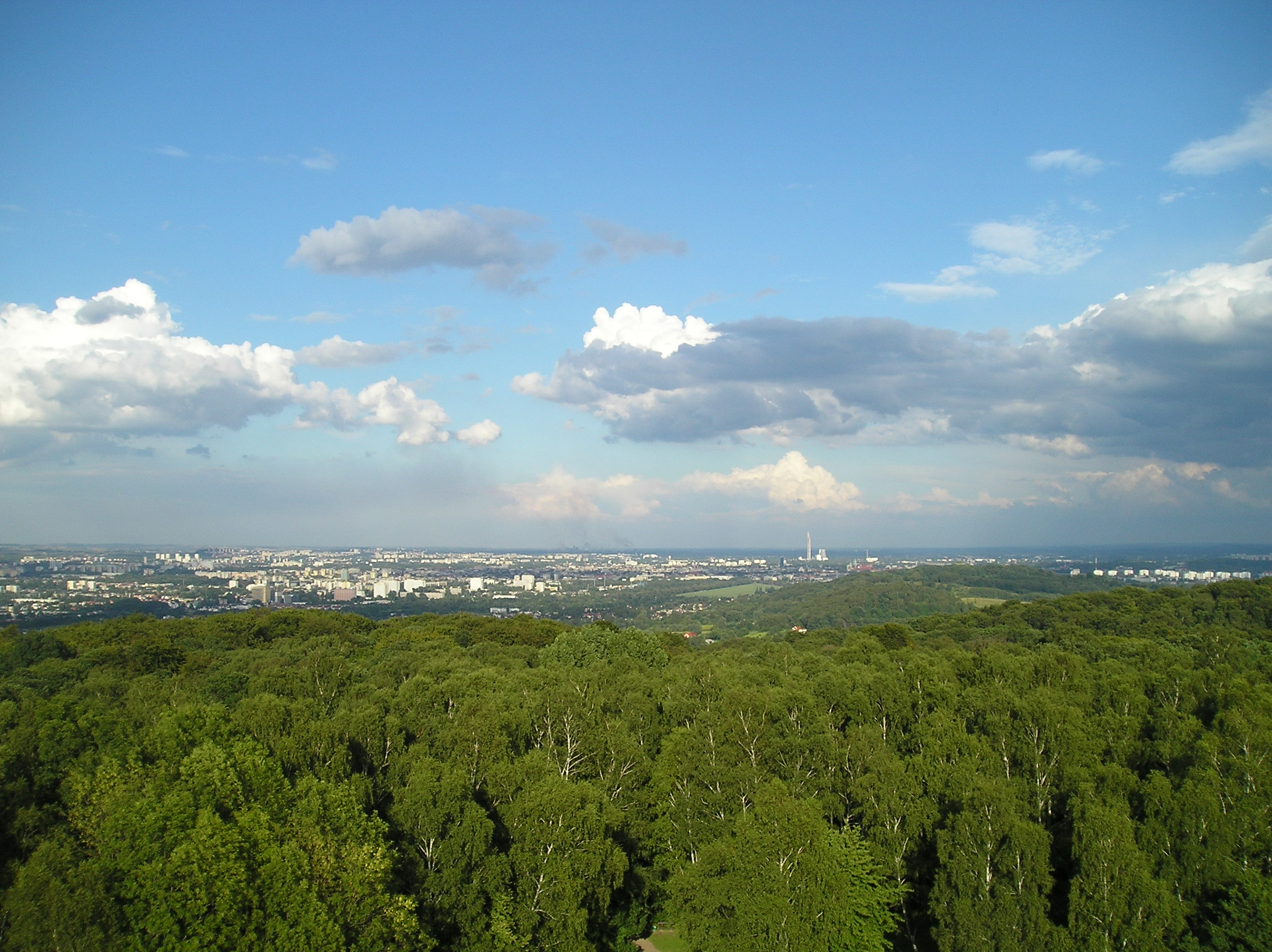
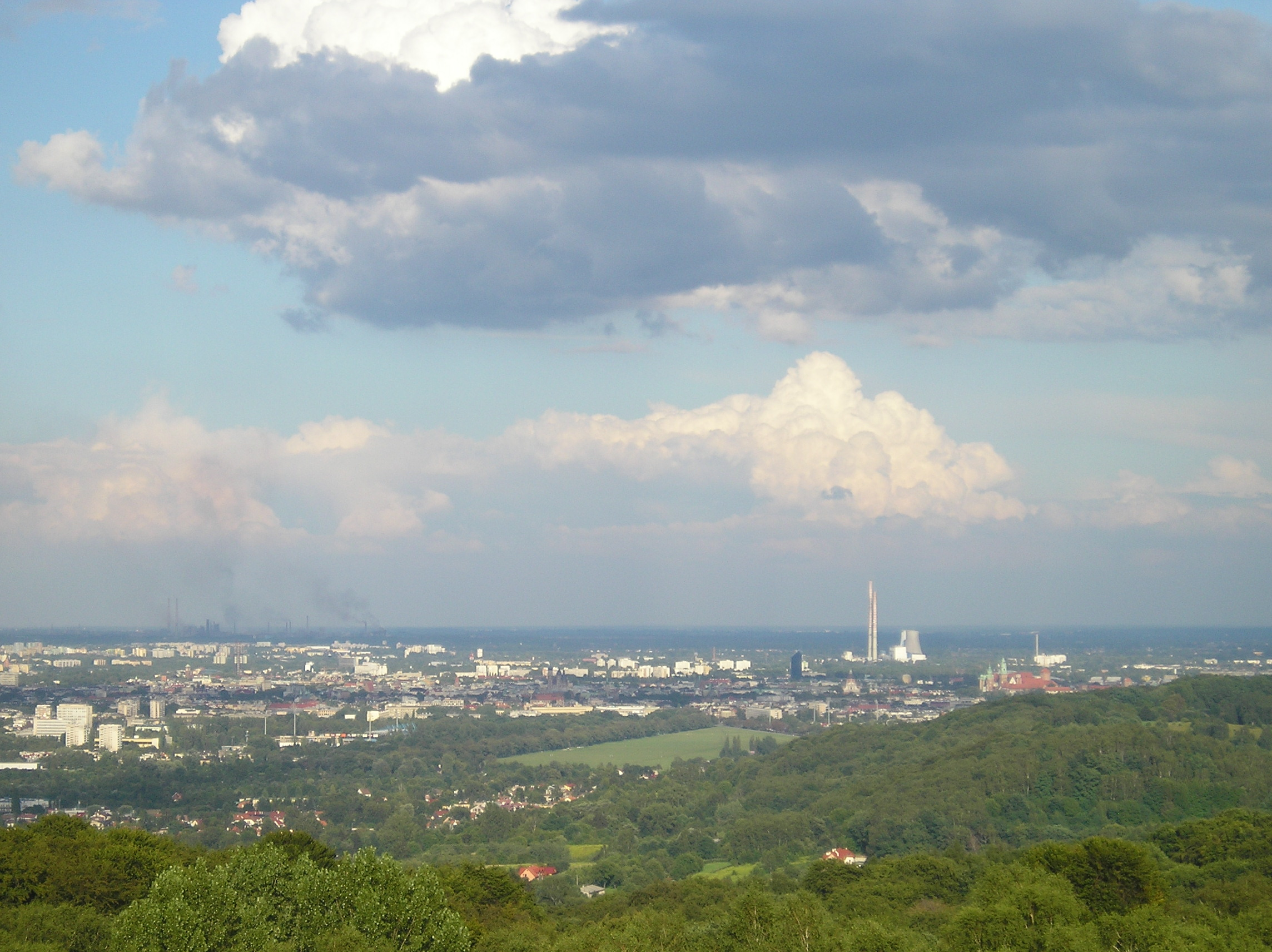
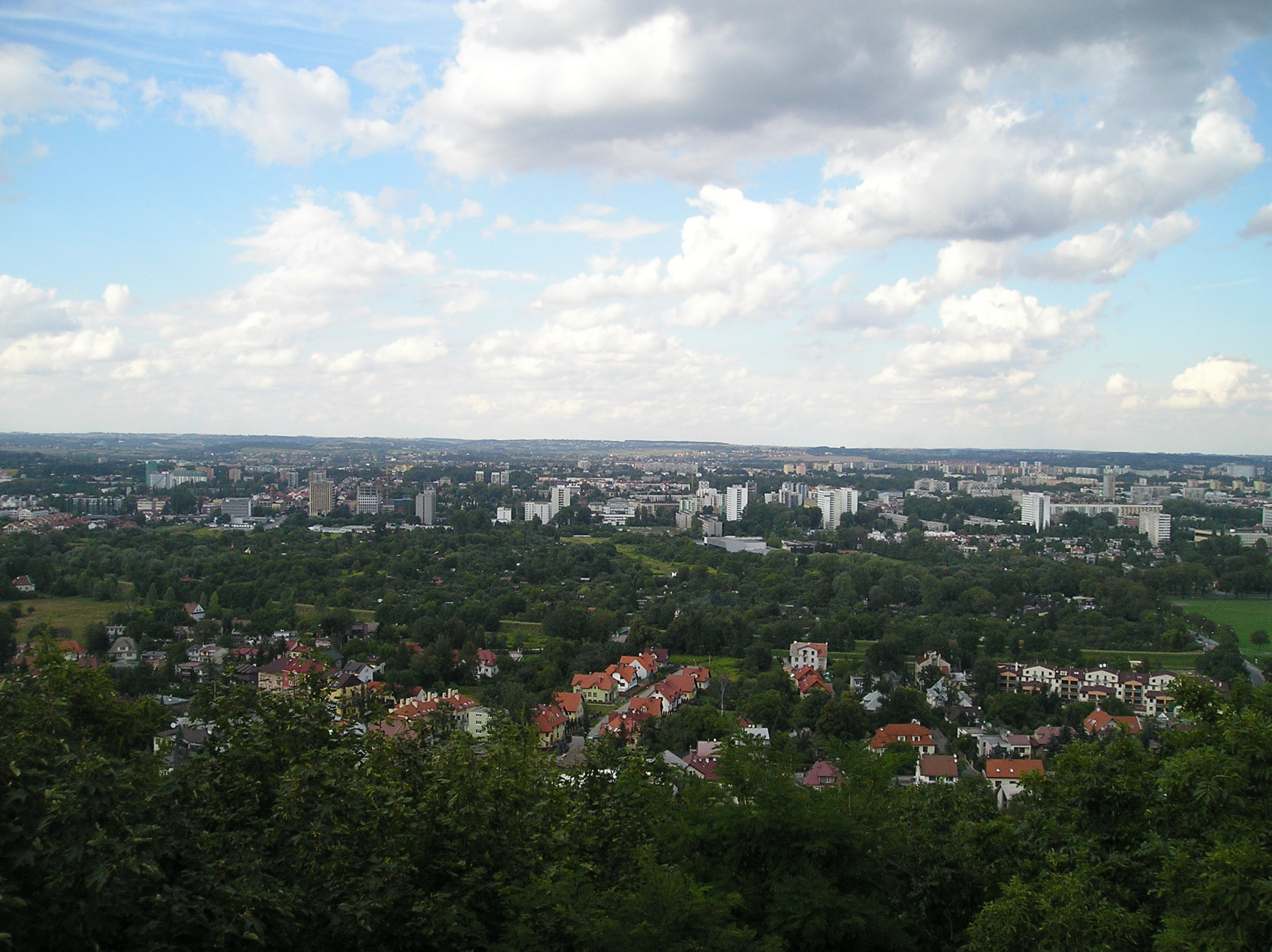
Kraków widziany z Kopca Piłsudskiego
Tatry widziane z Kopca Piłsudskiego
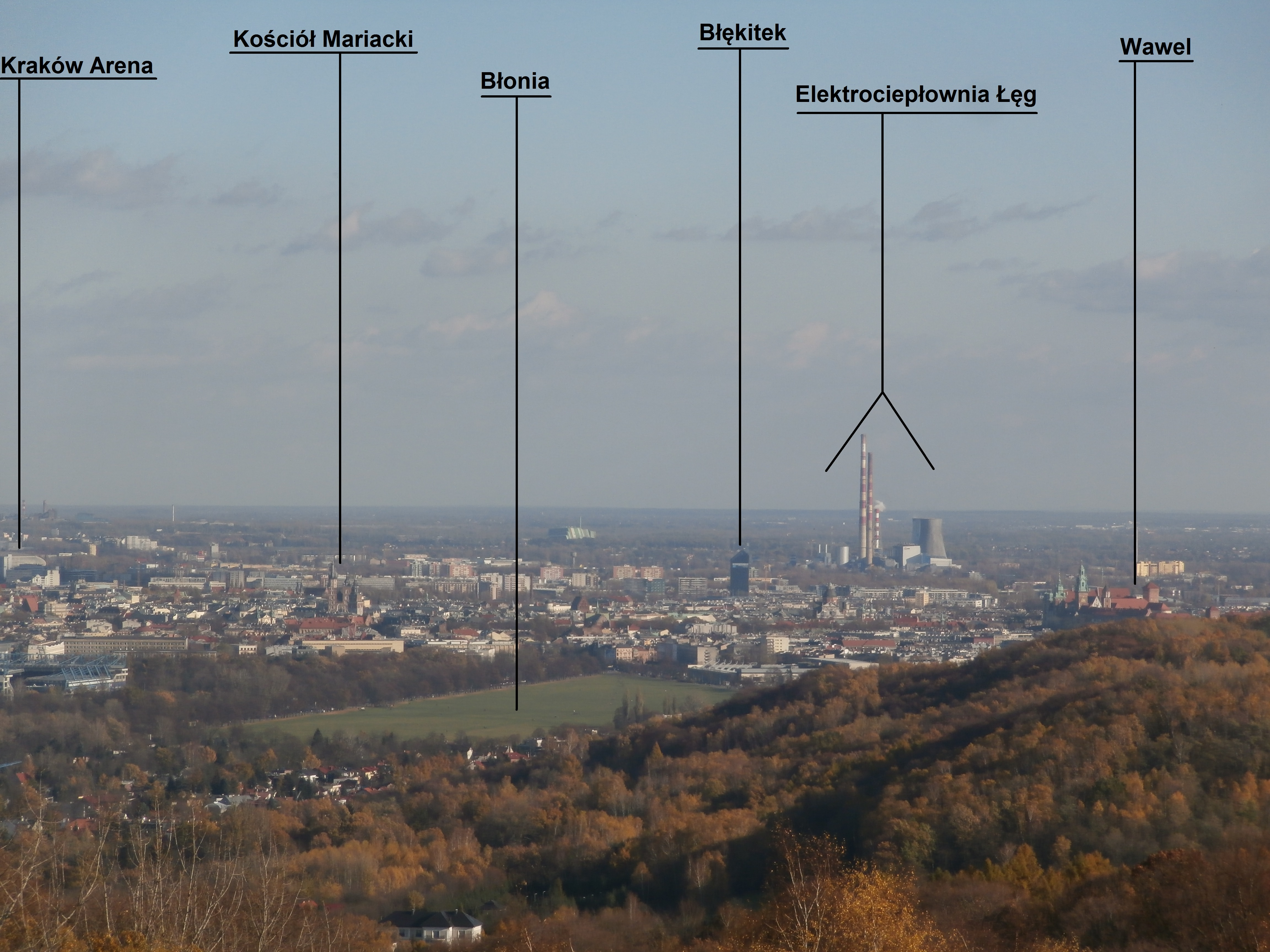
Panorama z opisami

## Wymiary
- wysokość: ok. 35 m (393,6 m n.p.m.)
- średnica podstawy: 111 m
- objętość: 130 tysięcy m³
- wysokość wzniesienia Sowiniec, na którym stoi: 358 m n.p.m.